# Rallye moto
Un rallye moto est un rassemblement de passionnés de moto. Ces rassemblements peuvent être grands ou petits, ponctuels ou récurrents. Certains rassemblements sont des événements, tandis que d'autres, comme l'Iron Butt Rallye, impliquent des journées de conduite et une collecte de fonds à la fin de la balade.

## Amérique du Nord

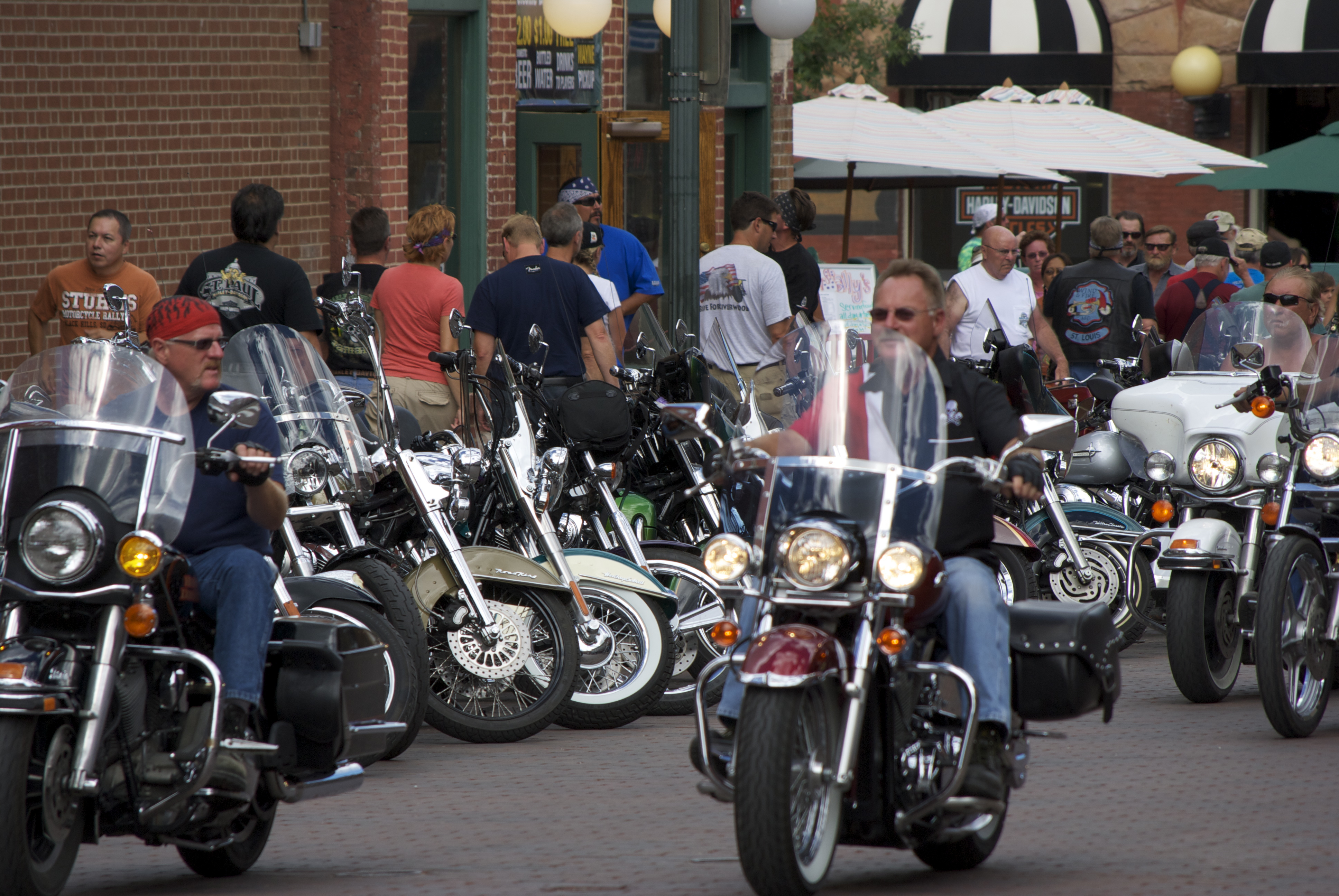
Sturgis 2010.

Il existe des rallyes annuels nord-américains notables avec la participation de centaines de milliers de personnes de tout le continent comme le Sturgis Motorcycle Rally (en), le Laconia Motorcycle Week, le Black Bike Week et le Daytona Beach Bike Week. Le Republic of Texas Biker Rally se tient en juin de chaque année à Austin, au Texas, et attire plus de 200 000 motards au state capitol. Il existe d'innombrables petits rassemblements régionaux aux États-Unis, y compris l'évènement annuel BMW MOA rallye international, l'Oyster Run dans le Pacifique nord-ouest, le Golden Aspen Rally (anciennement Aspencade) dans le sud-ouest, le Laughlin River Run dans l'Ouest, l'Americade dans le nord-est, et le Motorcycles on Meridian dans le Midwest. Un rassemblement populaire à l'Est se déroule dans les montagnes du Maryland, l'Apple's East Coast Motorcycle Rally (anciennement East Coast Sturgis) surtout connue pour son côté old school, une magnifique balade dans les montagnes et même un Moto Derby Démolition.
Les rassemblements incluent souvent des divertissement tels que burnouts, concours de motos, lavage de motos, spectacles de cascadeurs comme des wheelies et le mur de la mort, de la musique live et jeu de pistes. Les rallyes d'Indianapolis et de Daytona Beach ont un circuit de championnat de course de moto à proximité. Dans certains cas, des rassemblements sont organisés pour les organisations ou des groupes tels que la Croix-Rouge Américaine, l'American Cancer Society, l'American Legion ou le VFW.

## Europe

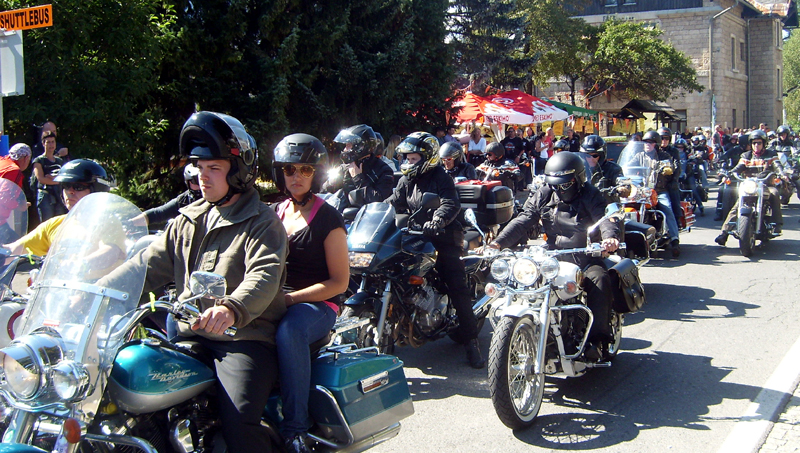
European Bike Week 2010.

Le plus ancien rallye moto en Europe est l'Elefantentreffen (Rallye des Éléphants), créé en 1956 et dénommé ainsi en l'honneur de la moto Zündapp KS601 qui était surnommée « l'éléphant vert ». La réputation grandissante du Rallye des Éléphants a conduit à la création en 1962 d'un rallye anglais hivernal, le Dragon rally, qui a lieu chaque février dans le Nord du pays de Galles.
L'un des plus grands rassemblements de motos en Europe est le Thundersprint, qui a lieu chaque année en mai à Northwich, Cheshire, en Angleterre ou généralement on note la présence notable de champions de moto et d'amateurs tels que Giacomo Agostini et James may. Un autre grand rallye moto est le Glemseck 101. Il a lieu autour de Glemseck sur la piste de Solitude à Leonberg, Allemagne, chaque premier week-end de septembre. Une attraction spéciale sont les courses de dragsters sur 1/8 de mile, où les customizers et les marques de motos envoient leurs meilleures motos et leurs pilotes de course (comme Triumph, BMW, Yamaha, Suzuki).

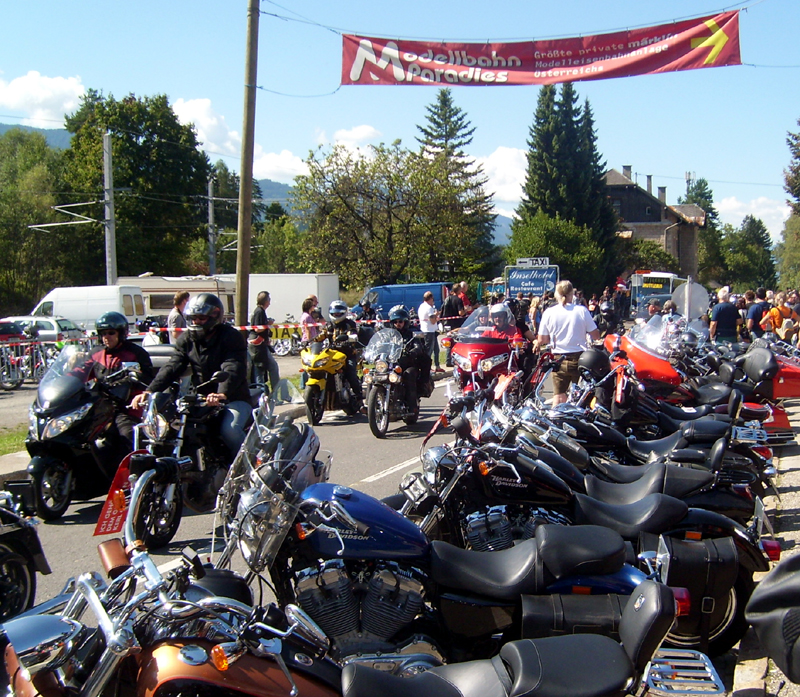
European Bike Week 2010.

Au Royaume-Uni, le Iron Ore Rally est organisé chaque année à Egremont dans le comté de Cumbria, et le Rally of Discovery se tient en Irlande. Des rassemblements sont organisés toute l'année. De nombreux motards (ou bikers) préfèrent les rassemblements hivernaux, tels que le Mayflower MCCs Force Ten Rallye ou le Dean Vally MCCs Rallymans Rally. Le déroulement habituel de la journée est de faire du camping sous une tente, boire de la bière et écouter de la musique. Les rassemblements commencent généralement le vendredi après-midi et se terminent le dimanche à midi. Le « truc » est de s'y rendre en moto, side-car ou tricycle motorisé (surtout pas de voitures ou camionnettes), rencontrer des amis de tout le pays et parfois de plus loin, demander son insigne et de profiter du divertissement. Des prix sont décernés pour la plus longue distance parcourue, pour celui de la meilleure moto, du meilleur rat bike, de la plus âgée des personnes présentes, la plus jeune personne qui y assiste, etc. Il y a généralement des sorties prévues le samedi, sur de bonnes routes et parfois des visites de sites historiques, musées, etc.
Au Royaume-Uni, beaucoup de gens connaissent également le célèbre rallye motos Bulldog Bash près de Stratford-upon-Avon. Cet événement extrêmement populaire attire des milliers de personnes, y compris des non-motards. Il existe aussi beaucoup de plus petits rassemblements qui attirent entre 50 et 500 motards à chaque événement, organisés et contrôlés par des clubs locaux. Ces rassemblements sont suivis par des motards qui s'y rendent depuis 40 ou 50 ans. Au Royaume-Uni les rassemblements de motos ont véritablement commencés au début des années 1960. Principalement avec des jeunes hommes de la classe ouvrière, et leur femme (en général sur le pouf), gagnés par la liberté sur leur moto et partant à travers le pays faire du camping. Certains rejoignirent des groupes ou des clubs et c'est ainsi que le rallye était né. Beaucoup étaient Rockers, plus tard Greasers et finalement Greebos.

## Gypsy tour

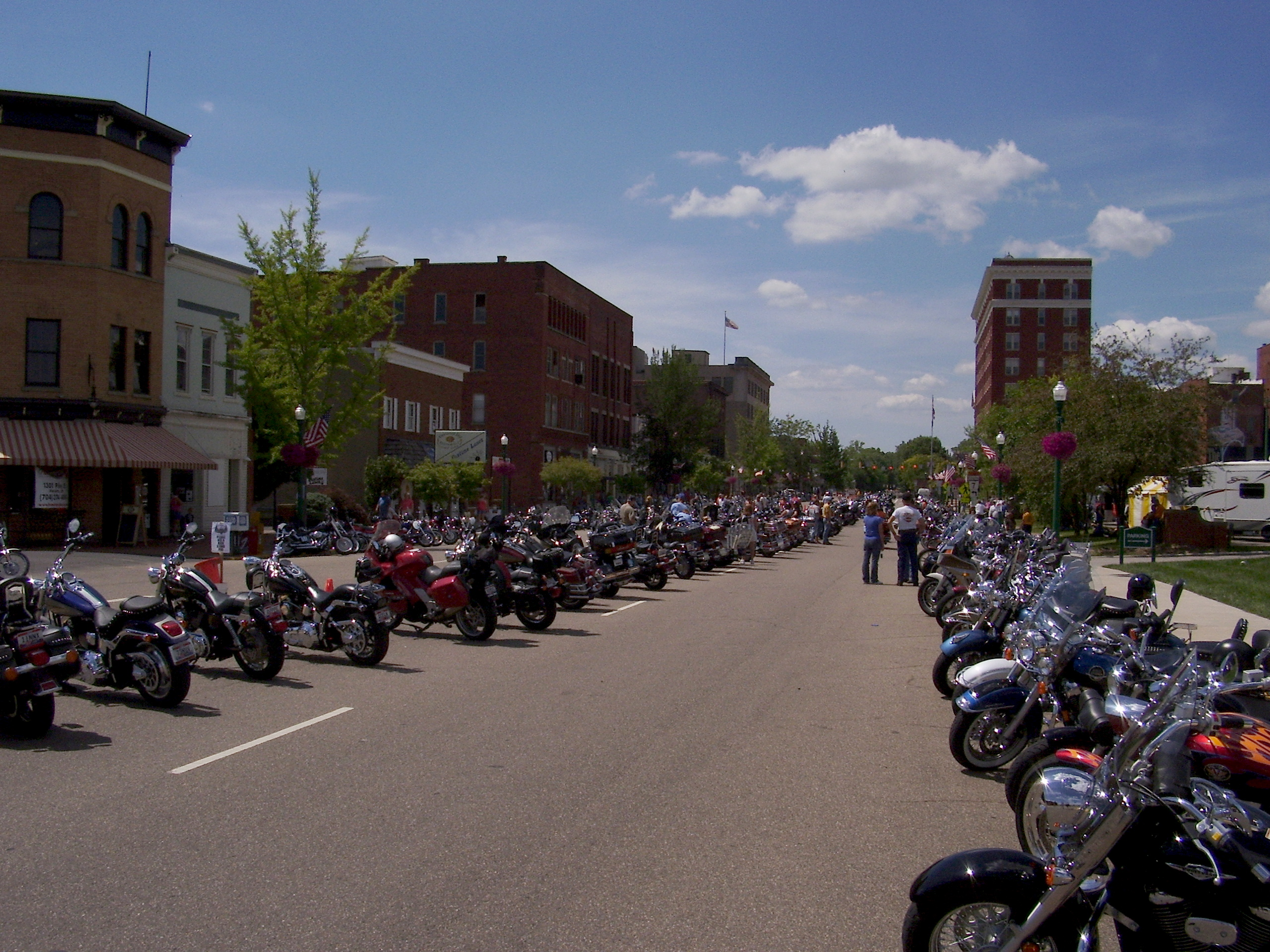
Alignement de motos au rallye de Marietta, Ohio.

Le Gypsy Tour est un terme de moto américain originaire des années 1920. Ce terme a été remplacé la plupart du temps, mais pas entièrement, par rallye ou run. Les Gypsy tours étaient organisées là où des groupes de motards de tout le pays convergeaient vers une destination. Le terme gypsy fut choisi car les coureurs devaient voyager sur de longues distances et devaient souvent dormir sous des tentes autour d'un feu de camp le long de la route comme dans les stéréotypes tsiganes d'Hollywood.
Un journal australien se référant à un Gypsy Tour depuis Melbourne jusqu'à Sydney, en 1927, déclara : « L'idée d'un gypsy tour est originaire des États-Unis. Ces rallyes sont généralement organisés simultanément dans différentes villes et villages, et les routes convergent toutes sur un centre, où un grand rassemblement est organisé par les clubs organisateurs ». Le terme « gypsy tour » a été utilisé pour d'autres activités, mais surtout des rassemblements de motos, et l'idée s'est rapidement propagée à travers le monde.
De nombreux gypsy tours ont été organisées au cours des années et ils sont toujours un événement régulier pour beaucoup de groupes de motos vintages et modernes. Le gypsy tour annuel de  Laconia, dans le New Hampshire près du lac Winnipesaukee, a commencé en 1916. Il est le plus ancien événement continue de moto aux États-Unis.

## Australie
Un certain nombre de rassemblements sont organisés toute l'année partout en Australie. Celles-ci vont du rallye back to basics (retour à l'essentiel), qui ont lieu le plus souvent dans des endroits éloignés sans installations, jusqu'à des rassemblements totalement organisés dans les villes du pays et des régions rurales. De nombreux rassemblements sont organisés sur des centres de loisirs, terrains de football, hippodromes ou parcs d'expositions dans les villes de campagne. Ces sites ont souvent des blocs toilette/douche et des bar/cuisine mis à disposition. Généralement le club moto organisateur s'associe à un groupe local, comme le Rotary club ou un club de sport local, afin de proposer le repas du soir et le petit déjeuner, et la gestion du bar. Ces événements sont souvent une source de revenus importante pour les communautés dans lesquelles les rassemblements sont organisés, et les communautés accueillent volontiers ces rassemblements dans leurs villes.
Par rapport aux rallyes européens et américains, les rassemblements australiens sont souvent de petites tailles, avec une fréquentation allant de quelques dizaines à quelques centaines de motos.
Le Ulysses Club Annual General Meeting Event est un évènement d'une semaine drainant des milliers de motards et des millions de dollars pour son site hôte et qui peut être différent à chaque fois. L'événement de 2014 à Alice Springs devait attirer de 5 000 à 7 000 participants.

## Nouvelle-Zélande
Il existe un certain nombre de rassemblements organisés dans toute la Nouvelle-Zélande, la plupart des événements ayant lieu durant les mois les plus chauds. Il existe cependant aussi quelques rassemblements en hiver tels que le Brass Monkey Rallye Moto.